# Carol Wilson
Carol Wilson (né le 5 juin 1892 à Winnipeg au Canada - mort le 6 juillet 1962) est un joueur professionnel canadien de hockey sur glace qui évoluait au poste d'ailier droit.

## Biographie
Wilson commence sa carrière professionnelle en 1912 avec les Blueshirts de Toronto dans l'Association nationale de hockey (ANH) avec lesquels il remporte la coupe Stanley l'année suivante. En 1915, il signe un contrat comme agent libre avec les Metropolitans de Seattle dans l'Association de hockey de la Côte du Pacifique (PCHA) et remporte une deuxième coupe Stanley en 1917 avec son équipe. En 1919, il prend part à sa troisième finale de coupe Stanley contre les Canadiens de Montréal, mais celle-ci est interrompue par la pandémie de grippe espagnole qui force l'annulation de la série car plusieurs joueurs sont affectés ; Joe Hall, joueur des Canadiens, en meurt le 5 avril 1919. En 1921, après avoir été prêté aux Canadiens de Montréal, il est rappelé par Toronto mais refuse de rejoindre la franchise ; il est alors suspendu par son club pour le reste de la saison. Il continue ensuite sa carrière jusqu'en 1932, tenant également le rôle d'entraîneur des Saints de Saint-Paul de l'Association américaine de hockey pendant deux saisons.

## Statistiques
| Saison     | Équipe                   | Ligue         |     | Saison régulière | Saison régulière | Saison régulière | Saison régulière | Saison régulière |   | Séries éliminatoires | Séries éliminatoires | Séries éliminatoires | Séries éliminatoires | Séries éliminatoires |
| Saison     | Équipe                   | Ligue         | PJ  | B                | A                | Pts              | Pun              | PJ               | B | A                    | Pts                  | Pun                  |                      |                      |
| 1910-1911  | Falcons de Winnipeg      | MIPHL         | 4   | 4                | 0                | 4                |                  |                  |   |                      |                      |                      |                      |                      |
| 1910-1911  | Thistles de Kenora       | MIPHL         | 2   | 0                | 0                | 0                |                  |                  |   |                      |                      |                      |                      |                      |
| 1910-1911  | Monarchs de Winnipeg     | MHL-Sr.       | 1   | 2                | 0                | 2                |                  |                  |   |                      |                      |                      |                      |                      |
| 1911-1912  | Falcons de Winnipeg      | MHL-Sr.       | 8   | 11               | 0                | 11               |                  |                  |   |                      |                      |                      |                      |                      |
| 1912-1913  | Blueshirts de Toronto    | ANH           | 19  | 12               | 0                | 12               | 45               |                  |   |                      |                      |                      |                      |                      |
| 1913-1914  | Blueshirts de Toronto    | ANH           | 20  | 9                | 4                | 13               | 33               | 2                | 0 | 0                    | 0                    | 2                    |                      |                      |
| 1913-1914  | Blueshirts de Toronto    | Coupe Stanley |     |                  |                  |                  |                  | 3                | 3 | 0                    | 3                    | 15                   |                      |                      |
| 1914-1915  | Blueshirts de Toronto    | ANH           | 20  | 22               | 5                | 27               | 138              |                  |   |                      |                      |                      |                      |                      |
| 1915-1916  | Metropolitans de Seattle | PCHA          | 18  | 12               | 5                | 17               | 57               |                  |   |                      |                      |                      |                      |                      |
| 1915-1916  | Étoiles de la PCHA       | Exhibition    | 1   | 8                | 0                | 8                | 0                |                  |   |                      |                      |                      |                      |                      |
| 1916-1917  | Metropolitans de Seattle | PCHA          | 15  | 13               | 7                | 20               | 58               |                  |   |                      |                      |                      |                      |                      |
| 1916-1917  | Metropolitans de Seattle | Coupe Stanley |     |                  |                  |                  |                  | 4                | 1 | 4                    | 5                    | 6                    |                      |                      |
| 1917-1918  | Metropolitans de Seattle | PCHA          | 17  | 8                | 6                | 14               | 46               | 2                | 0 | 0                    | 0                    | 3                    |                      |                      |
| 1919       | Metropolitans de Seattle | PCHA          | 18  | 11               | 5                | 16               | 37               | 2                | 1 | 1                    | 2                    | 0                    |                      |                      |
| 1919       | Metropolitans de Seattle | Coupe Stanley |     |                  |                  |                  |                  | 5                | 1 | 3                    | 4                    | 6                    |                      |                      |
| 1919-1920  | St. Patricks de Toronto  | LNH           | 23  | 20               | 6                | 26               | 86               |                  |   |                      |                      |                      |                      |                      |
| 1920-1921  | St. Patricks de Toronto  | LNH           | 8   | 2                | 3                | 5                | 22               |                  |   |                      |                      |                      |                      |                      |
| 1920-1921  | Canadiens de Montréal    | LNH           | 11  | 6                | 1                | 7                | 29               |                  |   |                      |                      |                      |                      |                      |
| 1921-1922  | Tigers de Hamilton       | LNH           | 23  | 7                | 9                | 16               | 20               |                  |   |                      |                      |                      |                      |                      |
| 1922-1923  | Tigers de Hamilton       | LNH           | 23  | 16               | 5                | 21               | 46               |                  |   |                      |                      |                      |                      |                      |
| 1923-1924  | Tigers de Calgary        | WCHL          | 30  | 16               | 7                | 23               | 37               | 2                | 1 | 0                    | 1                    | 6                    |                      |                      |
| 1923-1924  | Tigers de Calgary        | West-P        |     |                  |                  |                  |                  | 3                | 3 | 0                    | 3                    | 0                    |                      |                      |
| 1923-1924  | Tigers de Calgary        | Coupe Stanley |     |                  |                  |                  |                  | 2                | 0 | 0                    | 0                    | 2                    |                      |                      |
| 1924-1925  | Tigers de Calgary        | WCHL          | 28  | 14               | 6                | 20               | 20               | 2                | 1 | 0                    | 1                    | 6                    |                      |                      |
| 1925-1926  | Tigers de Calgary        | WHL           | 30  | 11               | 4                | 15               | 63               |                  |   |                      |                      |                      |                      |                      |
| 1926-1927  | Black Hawks de Chicago   | LNH           | 39  | 8                | 4                | 12               | 40               | 2                | 1 | 0                    | 1                    | 6                    |                      |                      |
| 1927-1928  | Saints de Saint Paul     | AHA           | 38  | 10               | 2                | 12               | 64               |                  |   |                      |                      |                      |                      |                      |
| 1928-1929  | Saints de Saint-Paul     | AHA           | 40  | 10               | 5                | 15               | 40               | 8                | 2 | 2                    | 4                    | 14                   |                      |                      |
| 1929-1930  | Saints de Saint-Paul     | AHA           | 48  | 7                | 6                | 13               | 57               |                  |   |                      |                      |                      |                      |                      |
| 1930-1931  | Tigers de San Francisco  | Cal-Pro       |     | 10               | 2                | 12               |                  |                  |   |                      |                      |                      |                      |                      |
| 1930-1931  | Hornets de Duluth        | AHA           | 24  | 10               | 6                | 16               | 24               | 4                | 0 | 0                    | 0                    | 2                    |                      |                      |
| 1931-1932  | Pla-Mors de Kansas City  | AHA           | 34  | 1                | 2                | 3                | 28               | 4                | 0 | 0                    | 0                    | 2                    |                      |                      |
| Totaux LNH | Totaux LNH               | Totaux LNH    | 127 | 59               | 28               | 87               | 243              | 2                | 1 | 0                    | 1                    | 6                    |                      |                      |